# Глинный Мыс
Глинный Мыс — деревня в Верхнетоемском районе Архангельской области. Входит в состав Верхнетоемского муниципального округа. До 2021 года входила в состав Федьковского сельского поселения.
Находится на левом берегу протоки Северной Двины полой Ягрышский, ниже устья речки Лебяшка, примерно в 5 км от посёлка Авнюгский. На берегу полоя находится плотбище Авнюгское. От Глинного Мыса до Архангельска — 488 км по реке.
Через деревню проходит областная автодорога «Усть-Вага — Ядриха».

## Население
| 2002 | 2010 |
| ---- | ---- |
| 27   | ↘17  |

Численность населения деревни по данным Всероссийской переписи населения 2010 года составляла 17 человек.

### Карты
- Глинный Мыс на карте Wikimapia
- Глинный Мыс. Публичная кадастровая карта
- Карта Верхнетоемского р-на Архангельской области